# Presencismo
Presencismo foi um movimento artístico literário que marca a segunda fase do modernismo português.
Em Portugal, o movimento literário conhecido como Modernismo dividiu-se em dois períodos: o primeiro, que recebeu o nome de "Orfismo" (1915-1927), e o segundo, denominado "Presencismo" (1927-1939). Responsável pela revelação de autores como José Régio, Miguel Torga e Branquinho da Fonseca, o Presencismo caracteriza-se pela emoção estética de suas obras, pelo predomínio da literatura psicológica, buscando sempre uma "literatura original, viva e espontânea".
Concentra princípios defendidos ou simbolizados pela Presença, nomeadamente, a importância da originalidade e do génio artístico, a liberdade na arte, a sinceridade, a rejeição da submissão da arte a quaisquer princípios que não os especificamente artísticos.

FILOSOFIA
1. Definição geral:    
 Presencismo- doutrina filosófica pós-contemporânea, sobre a qual recai todo um arcabouço estrutural padronizado, servindo de liame entre Ciência, Filosofia, Religião e Arte, de modo a formar um modelo de unidade. Assim, essa "base quadrilátera" sustenta e contempla a essência do ser de natureza autoconsciente mista, confusa e antagônica, compondo um todo que lista o conjunto de saberes humanos .  Daí, temos a "Unidade-Presente" como sendo a chave de códigos de acesso para os espaços comuns que coexistem nos divergentes processos construtivos humanos, de modo que ceticismo científico e universalidade filosófica, contrapõem-se de forma neutra à religiosidade e à criatividade artística. A esse princípio de dualidade, transfigurado aos pares, que constitui as bases do fundamento presencista é que se evidencia a trajetória multifacetada dessa "pirâmide quadrangular" reunindo um universo mítico, convergindo ao ascendente ponto  do vértice, ou ao descendente  coletivo em direção à base, a despeito de quais pares conduzem a um ou a outro sentido de direção.

1. Definição formal:    
Presencismo, subs. masc.1. Doutrina filosófica dos presencistas, na qual o conhecimento construtivo criador emerge de um espaço com alto grau de entropia onde, em determinados tempos, somente essa autoconsciência coletiva, confusa e complexa é capaz de concatenar relações positivistas, autônomas, onde são enxergados, então, espaços ordenados que passam a existir nesse novo contexto,a partir de uma clarividência de verdades triviais. 2. Conceito einsteiniano, no qual o espaço-tempo e a autoconsciência são as bases precípuas para se adquirir um conhecimento gerador de novas idéias. 3. Pensamento no qual acredita-se que é preciso ver o lugar certo, na hora certa, para conseguir fazer-se presente e tornar-se criativo. 4. Sistemática oposição à Inteligência Artificial Forte, pela origem de um ciclo da “geração espontânea” de conhecimento construtivo criador.
Abrir Novos Canais de Participação para aqueles que ficaram fora do orfismo e discutir de forma mais profunda, novas formas de expressão: Experimentalismo: inovar as tematicas e formas de poesia; Literatura viva: Sinceridade, originalidade e Documento Humano.